# 恩里科·邦別里
恩里科·邦別里（英語：Enrico Bombieri，1940年11月26日—），普林斯顿高等研究院数学教授，1974年菲尔兹奖得主。
他的研究领域是数论，為伯恩施坦問題在較高維度的情況提供了解答。